# PGC 2590104
LEDA/PGC 2590104 ist eine Galaxie im Sternbild Drache am Nordsternhimmel. Sie ist schätzungsweise 1,5 Milliarden Lichtjahre von der Milchstraße entfernt und hat einen Durchmesser von etwa 180.000 Lichtjahren.
Im selben Himmelsareal befinden sich unter anderem die Galaxien PGC 52091, PGC 52128, PGC 2589612, PGC 2591537.